# دوغ ألين
دوغ ألين (بالإنجليزية: Doug Allen)‏ هو رسام كارتون وموسيقي أمريكي، ولد في 22 فبراير 1956.

## وصلات خارجية
- الموقع الرسمي